# Carlos Eduardo Assmann
Carlos Eduardo Assmann (* 14. Mai 1985 in Santa Cruz do Sul) ist ein ehemaliger deutsch-brasilianischer Fußballspieler, der vorrangig als defensiver Mittelfeldspieler eingesetzt wurde.

## Karriere
Carlos Eduardo begann seine Karriere 2005 beim unterklassigen Verein EC Guarani aus Venâncio Aires. Danach spielte er bis 2009 noch bei weiteren unterklassigeren Klubs im Bundesstaat Rio Grande do Sul. Von Valeriodoce EC über Porto Alegre FC ging er zum EC Avenida. Dort wurde er im Sommer 2009 von Paulo Silas, dem Trainer des Erstligisten Avaí FC, entdeckt. Anfang September 2009 unterschrieb er dann beim Erstligisten einen Vertrag bis zum Jahresende. Am 20. September 2009 kam er dann zu seinem Debüt im Profifußball, als er im Heimspiel gegen Grêmio Barueri (4:0) in der 85. Minute für Léo Gago eingewechselt wurde. Insgesamt kam er aber bis zum Jahresende nur zu zwei Kurzeinsätzen. Sein auslaufender Vertrag wurde im Dezember 2009 nicht verlängert und er wechselte Anfang 2010 zu Ituano FC. Im Sommer 2010 wechselte Carlos Eduardo dann zum Viertligisten EC Pelotas. Dort kam er zu vier Einsätzen und erzielte ein Tor. Danach wechselte er weiter zu unterklassigen Klubs und beendete 2015 seine aktive Laufbahn.